# 中国銀行 (日本)

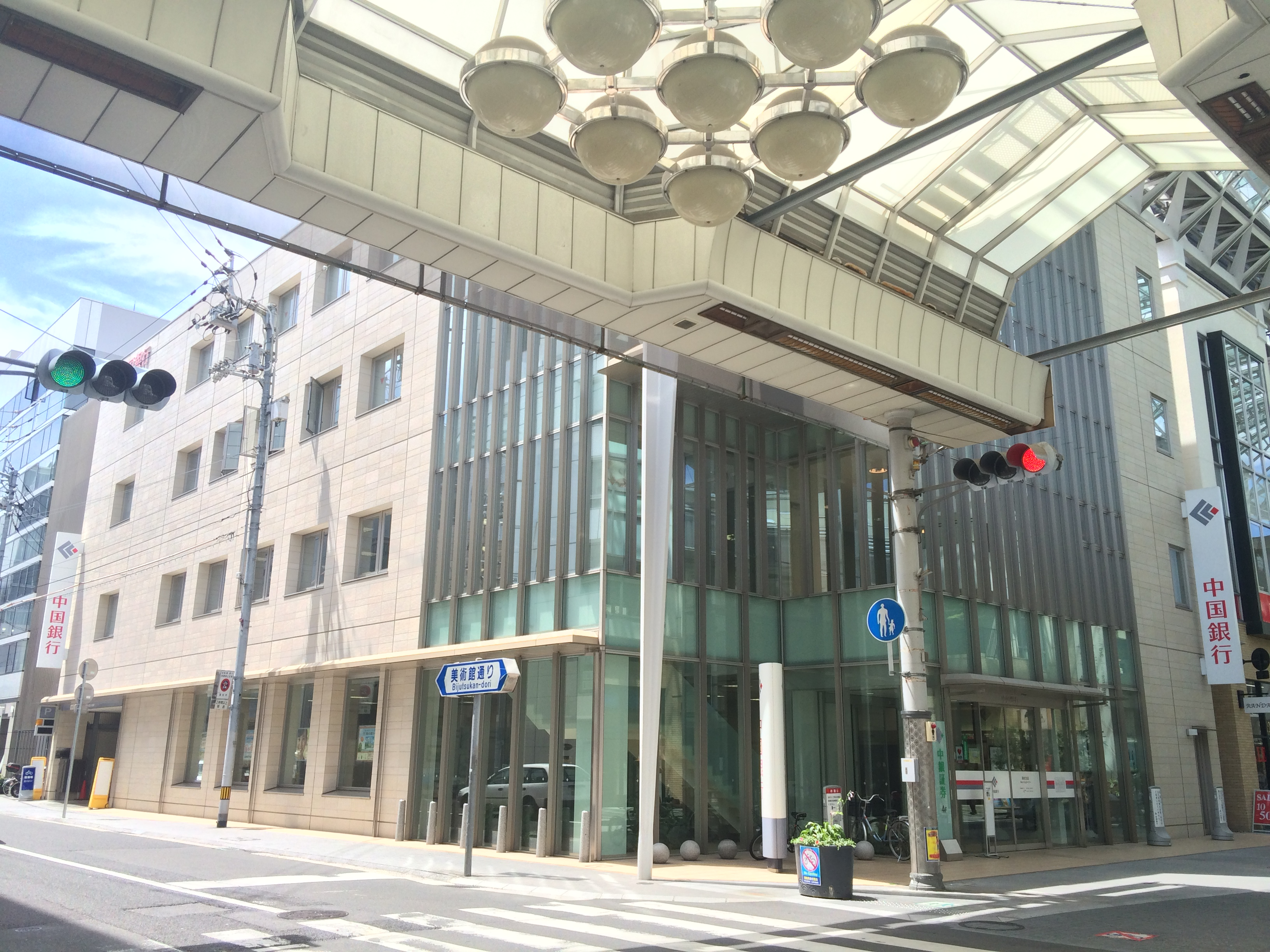
高松支店（高松市丸亀町）
四国地区本部が設置されている。

株式会社中国銀行（ちゅうごくぎんこう、英称：The Chugoku Bank, Limited）は、岡山県岡山市北区に本店を置く地方銀行。岡山県の指定金融機関である。広島県（特に備後地方）と香川県の全域にも多くの店舗を展開する。略称は中銀（ちゅうぎん）。
事業持株会社体制への移行により、2022年10月3日に金融持株会社のちゅうぎんフィナンシャルグループを設立、同社の完全子会社となった。

## 概要
岡山県及び広島県備後地方や香川県にあった数多くの中小銀行が、合併と買収を繰り返すことによって成長した地方銀行で、1930年（昭和5年）12月21日に第一合同銀行と山陽銀行が合併して中國銀行として設立されて以降、岡山県内最大の銀行として存在している。
本拠地の岡山県内において、本行をメインバンクと認識している企業が最も多く、帝国データバンクが2020年（令和2年）に発表したメインバンク実態調査では2万3957社のうち1万1311社でシェア47.21%を占めている。
本行最古の前身は現在の高梁市に設立された第八十六国立銀行である。同時期に岡山市では第二十二国立銀行が設立されており、当時はこちらが岡山県最大の銀行として地域経済に多大な影響力を有していたが、日清戦争後に発生した恐慌の煽りを受けて経営状態が急激に悪化したため、安田財閥の救済を受ける形で系列入りし、1923年（大正12年）11月1日に安田銀行（現みずほ銀行）へ統合されたことにより、地方銀行としては岡山県から消滅した。

## 店舗
本店を置く岡山県内のほか、岡山県に隣接（香川は瀬戸大橋を通じて）している広島県・香川県・兵庫県にも複数の店舗を有する。大都市圏店舗は大阪市中央区・東京都中央区に各1。このほか、四国中央市（愛媛県旧川之江市）・米子市（鳥取県）にも店舗を有する。海外店舗は1（香港）。
倉敷美観地区にある旧中国銀行倉敷本町出張所（旧第一合同銀行倉敷支店）は、1922年（大正11年）に竣工したルネサンス風建築であり、倉敷市の重要文化財に指定されている（2018年12月10日指定）。
備後地方（広島県東部）は中国銀行にとっては準地元で、製造業を中心とした中堅・中小企業が多いことから、従来より重点エリアと位置づけており、福山市内ほかに多数の店舗を配置し、広島銀行ほかと競争を繰り広げている。福山市役所近くの国道2号と福山駅前通りの交差点（福山郵便局前交差点）では、中国銀行福山支店と広島銀行福山営業本部が福山駅前通りを挟む形で立地するほか、みずほ銀行福山支店は交差点の対角、福山郵便局（ゆうちょ銀行福山店）は交差点の対面に位置しており、百十四銀行福山支店は中国銀行福山支店に隣接している。また、指定金融機関を福山市では広島銀行と隔年で、三原市からは単独で受託している。

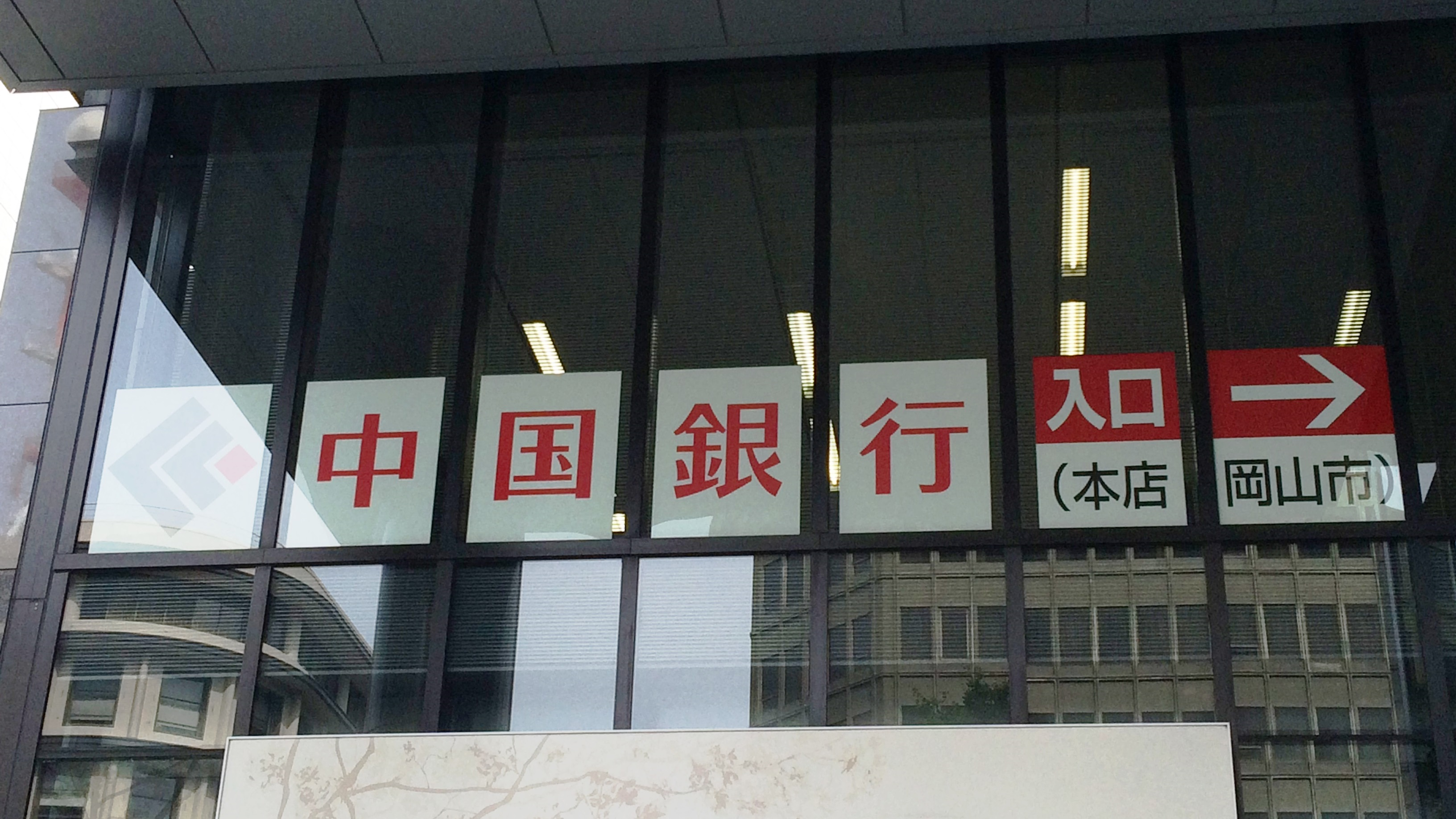
行名に「本店 岡山市」が併記された例。大阪支店。

東京・大阪・神戸（ほか兵庫県南東部）の各支店の看板には、日本にも進出している中華人民共和国の商業銀行である中国銀行（バンクオブチャイナ）と区別するため、他の店舗にはない「本店 岡山市」の文字が書き添えられている。
ニューヨークにはかつて、世界貿易センタービルの北棟90階に支店があったが、アメリカ同時多発テロで同ビルが倒壊したため、海外駐在員事務所に格下げしている。海外駐在員事務所は、上海、シンガポール、バンコクにもあり、上海においては、「バンクオブチャイナ」との区別のため、｢日本CHUGOKU銀行｣と表記している。
2021年11月現在、茶屋町支店長兼藤戸支店長は現役の弁護士（インハウスローヤー）が務めている。日本において弁護士が銀行の支店長を務める例は他にないと考えられている。

## 営業政策

### 個人市場
クレジットカード一体型ICキャッシュカード「DREAMe-W」（ドリーミーダブル）のTVCMには永島旭頭取（当時）が自ら出演していた。また2011年には在阪テレビ局各社にて、兵庫県の明石支店の新設告知（2011年6月）を案内したCMにも永島が出演し、さらに、在阪ラジオ局でも出演のCMが流されるなど、広告塔を担っていた。
第9代頭取の宮長雅人も在阪局向けのラジオCMに出演していた。
テレビCMでは、2015年5月放送開始回より、オスカープロモーションの千田絵民を起用。直近では2019年2月にリニューアルが行なわれている。
2020年4月には、中期経営計画の内容をストーリー化したイメージ映像を公開。制作には、岡山県出身の若手映像クリエイター、板谷勇飛を起用した。

### 地元金融機関との提携
岡山県内に本店を置く金融機関のうち、中国銀行とトマト銀行・岡山県下全信用金庫（おかやま・水島・津山・玉島・備北・吉備・備前日生）および笠岡信用組合のあわせて10金融機関におけるATM･CD相互出金利用手数料無料提携を行なっている（おかやまATMネットサービス）。

## 沿革
- 1878年（明治11年）12月9日 - 第八十六国立銀行が上房郡高梁下町（現・高梁市）に設立される。
- 1891年（明治24年）7月11日 - 倉敷銀行が、窪屋郡倉敷町（現・倉敷市）に設立される。
- 1919年（大正8年）9月30日 - 倉敷銀行、鴨方倉庫銀行、倉敷商業銀行、茶屋町銀行、天満屋銀行、日笠銀行の6行が合併して株式会社第一合同銀行（資本金650万円）が岡山市下之町に設立される。

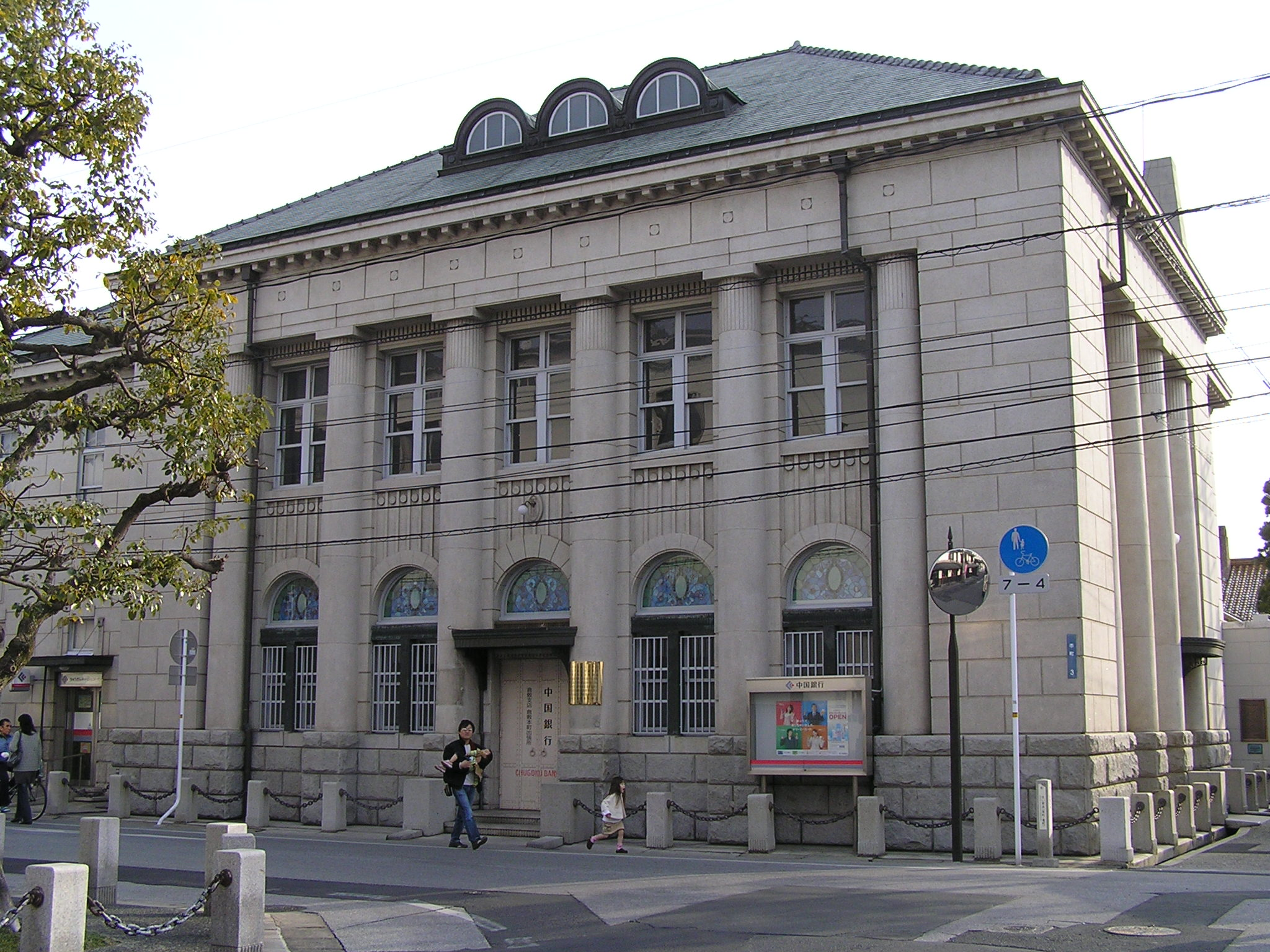
旧中国銀行倉敷本町出張所（旧第一合同銀行倉敷支店）は、倉敷市指定重要文化財（2018年12月10日指定）となっている。

- 1920年（大正9年）1月1日 - 第一合同銀行が八十六銀行、甕江銀行、庭瀬銀行を合併。
- 1924年（大正13年）7月24日 - 作備銀行と津山銀行が合併して株式会社山陽銀行（資本金1,002万円）が苫田郡津山町に設立される。
- 1930年（昭和5年）12月21日 - 第一合同銀行と山陽銀行が合併して、新たに株式会社中國銀行（資本金1,500万円）を岡山市内山下に設立。初代頭取に大原孫三郎就任。
- 1931年（昭和6年）3月5日 - 後月銀行を買収。
- 1931年（昭和6年）10月1日 - 香川銀行[注釈 3]を買収。
- 1932年（昭和7年）12月27日 - 美作勝山銀行を買収。
- 1940年（昭和15年）5月20日 - 中備銀行を買収。
- 1944年（昭和19年）2月12日 - 岡山合同貯蓄銀行を合併。
- 1945年（昭和20年）6月1日 - 中国信託株式会社を合併。
- 1957年（昭和32年）4月27日 - 信託業務廃止。
- 1985年（昭和60年）10月1日 - 大阪証券取引所市場第二部、広島証券取引所へ株式上場。
- 1987年（昭和62年）09月1日 - 大阪証券取引所市場第一部へ指定替え。
- 1987年（昭和62年）12月1日 - 東京証券取引所市場第一部へ株式上場。
- 1990年（平成2年）10月1日 - 商号を株式会社中国銀行に変更。CI導入。
- 2002年（平成14年） - 2006年度にかけて支店の統廃合を進める。
- 2004年（平成16年）4月1日 - 岡山大学の主取引金融機関に指定される。
- 2005年（平成17年）10月13日 - 香川県高松市に四国地区本部（高松支店内）を新設。
- 2011年（平成23年）1月25日 - 当時筆頭株主だった林原（現・ナガセヴィータ）がADRを申請[14]。
- 2013年（平成25年）6月20日 - フィリピンのメトロポリタン銀行と業務提携[15]。
- 2022年（令和4年）
  - 4月4日 - 東京証券取引所プライム市場へ移行[16]。
  - 9月29日 - 東京証券取引所プライム市場上場廃止[17]。
  - 10月3日 - 当行単独株式移転により株式会社ちゅうぎんフィナンシャルグループを設立し、持株会社体制へ移行[18]。

### 店舗の動き
※廃止日は最終営業日
- 1993年（平成5年）5月20日 - 鳥取県米子市に米子支店を開設。
- 2002年（平成14年）
  - 11月8日 - 山本支店が廃止[注釈 4]。
  - 12月6日 引田支店が廃止[注釈 5][注釈 6]。
- 2003年（平成15年）
  - 6月6日 - 西江原支店が廃止[注釈 7]。
  - 6月27日 - 倉敷本町支店を倉敷本町出張所に降格[注釈 8]。
  - 7月1日 - 岡山中央市場支店・倉敷小溝支店が廃止[注釈 9]。
- 2004年（平成16年）
  - 1月16日 - 玉島南支店が廃止[注釈 10]。
  - 2月6日 - 田島出張所が廃止[注釈 11]。
  - 4月12日 - 岡山駅前支店の建替えに伴い、富田町支店内に移転[注釈 12]。
  - 7月2日 - 松永北支店が廃止[注釈 13]。
- 2005年（平成17年）
  - 1月24日 - 田ノ口支店を新築移転。
  - 2月4日 - 琴浦支店が廃止[注釈 14]。
  - 5月9日 - 大阪支店を移転。
  - 6月 - 駅家支店を新築移転。
  - 8月1日 - 竹原支店を新築移転。
  - 10月17日 - ちゅうぎん駅前ビル竣工、岡山駅前支店が富田支店内から移転。
  - 11月4日 - 福山船町支店が廃止[注釈 15]。
- 2006年（平成18年）
  - 3月24日 - 福山川口支店が廃止[注釈 16]。
  - 3月27日 - 福山南支店を新築移転。
  - 4月23日 - 山陰合同銀行の久世支店・林野支店廃止に伴い、同じ地域の当行支店への取引変更が簡素化される[注釈 17]。
  - 8月4日 - 屋島支店が廃止[注釈 18]。
  - 8月7日 - 高松東支店を新築移転[注釈 19]。
  - 8月28日 - 山陽支店を赤磐支店へ新築移転改称。赤坂支店・瀬戸支店を個人取引のみに変更[注釈 20]。
  - 10月10日 - 笠岡西支店を笠岡駅前支店へ移転改称[注釈 21]。
  - 12月4日 - 江見支店を新築移転。
- 2007年（平成19年）
  - 1月15日 - 笠岡支店を新築移転。
  - 1月31日 - 笠岡東支店が廃止[注釈 22]。
  - 2月9日 - 府中東支店が廃止[注釈 23]。
  - 2月19日 - 西阿知支店を新築移転。
  - 11月19日 - 笠岡駅前支店を旧・笠岡支店跡地に新築移転。
- 2008年（平成20年）
  - 1月21日 - 府中支店を新築移転[注釈 24]。
  - 4月14日 - 千年支店を新築移転。
- 2009年（平成21年）10月26日 - 高松支店の改築が完成し、仮店舗[注釈 25]から復帰。
- 2010年（平成22年）
  - 3月5日 - 豊浜支店が廃止[注釈 26]。
  - 3月8日 - 観音寺支店を新築移転。
- 2012年（平成24年）10月1日 - ネット支店である晴れの国支店を開設[19]。
- 2013年（平成25年）
  - 8月26日 - 鴨方支店を新築移転。
  - 9月17日 - 寄島支店を浅口市役所寄島総合支所2階に移転。
- 2014年（平成26年）
  - 1月27日 - 呉支店の改築が完成し、仮店舗から復帰。
  - 2月10日 - 広島舟入支店の建替えに伴い、仮店舗[注釈 27]に移転し、同時に広島西支店へ移転改称。
  - 3月10日 - 川之江支店の建替えに伴い、仮店舗[注釈 28]に移転。
  - 11月4日 - 広島西支店の改築が完成し、仮店舗から復帰。
  - 11月10日 - 東京支店を室町ちばぎん三井ビルディング10階に移転。
  - 12月1日 - 西宮支店を神戸支店内に開設[注釈 29]。
  - 12月22日 - 川之江支店の改築が完成し、仮店舗から復帰。
- 2015年（平成27年）
  - 2月23日 - 倉敷駅前支店の建替えに伴い、仮店舗に移転。
  - 3月9日 - 西宮支店を西宮市内の新店舗に移転。
  - 9月14日 - 小橋支店のリニューアルに伴い、仮店舗[注釈 30]に移転。
- 2016年（平成28年）
  - 2月8日 - 倉敷駅前支店の改築が完成し、仮店舗から復帰。
  - 3月14日 - 小橋支店のリニューアルが完成し、仮店舗から復帰。
  - 3月19日 - 倉敷本町出張所が廃止[注釈 31]。
  - 5月23日 - 糸崎支店を第3菱興ビルに移転。
- 2019年（令和元年）12月19日 - 晴れの国支店の新規申込みの受付終了。
- 2022年（令和4年）9月5日 - ローソン銀行の「即時口座決済サービス」に参加。これにより、ローソン銀行ATMで中国銀行の口座から「PayPay」、「au PAY」にチャージができるようになる[20][21]。

### ATMの提携
- 2004年（平成16年）
  - 12月6日 - 岡山県内においてアイワイバンク銀行（現・セブン銀行）・ローソンATM・イーネットとATMの提携を開始（要手数料）。
  - 12月7日 - 香川県内においてローソンATMとATMの提携を開始（要手数料）。
- 2006年（平成18年）11月22日 - 香川県内においてイーネットとATMの提携を開始（要手数料）。
- 2007年（平成19年）11月12日からイオン銀行のATMと相互利用が可能になる。残高照会は無料だが、出金は時間帯別ごとに設定された手数料がかかる。
- 2008年（平成20年）6月2日 - トマト銀行・岡山県下全信用金庫（おかやま・水島・津山・玉島・備北・吉備・日生・備前）及び笠岡信用組合とATM･CD相互出金利用手数料無料提携「おかやまATMネットサービス」を開始。
- 2020年（令和2年）12月21日 - 広島銀行とATM手数料無料提携（時間内無料、時間外110円）を開始[22]。

## 歴代頭取
| 代 | 氏名       | 期間                       | 備考                                 |
| -- | ---------- | -------------------------- | ------------------------------------ |
| 1  | 大原孫三郎 | 1930年12月21日 - 1940年1月 | 元第一合同銀行頭取・元倉敷紡績社長   |
| 2  | 公森太郎   | 1940年1月 - 1946年4月      | 元朝鮮銀行副総裁                     |
| 3  | 守分十     | 1946年4月 - 1977年1月      | 中国銀行“中興の祖”                   |
| 4  | 守分勉     | 1977年1月 - 1987年6月      | 守分十の娘婿                         |
| 5  | 稲葉侃爾   | 1987年6月 - 1999年3月      | 1920年生 京都帝大法卒 岡山県出身     |
| 6  | 山本吉章   | 1999年4月 - 2000年3月      | 病気により辞任                       |
| 7  | 稲葉侃爾   | 2000年3月 - 2000年6月      | 会長兼任                             |
| 8  | 永島旭     | 2000年6月 - 2011年6月      | 日本銀行出身                         |
| 9  | 宮長雅人   | 2011年6月 - 2019年6月      | 1954年生 早大法卒 岡山県新見市出身   |
| 10 | 加藤貞則   | 2019年6月 -                | 1957年生 早大政経卒 岡山県倉敷市出身 |

## 関係会社

### 連結子会社
- CBS（岡山市）
- 中銀事務センター（岡山市）
- 中銀保証（岡山市）

### 非連結子会社
- 中銀投資事業組合4号
- ちゅうぎんアグリサポートファンド投資事業有限責任組合
- ちゅうぎんイノベーションファンド投資事業有限責任組合
- ちゅうぎん農業ファンド投資事業有限責任組合
- ちゅうぎん晴れの国インフラファンド投資事業有限責任組合
- ちゅうぎんブリッジファンド投資事業有限責任組合
- ちゅうぎんインフィニティファンド1号投資事業有限責任組合

### 関連会社
- おかやまキャピタルマネジメント

## 関連財団
- 一般財団法人岡山経済研究所（岡山市）
- 公益財団法人吉備路文学館（岡山市）

## バリアフリー
障がい者のうち、ATM操作ができないなどの理由で窓口対応せざるを得ない者に対し、窓口対応であっても手数料はATM利用時と同じ料金体制としている。また、視覚障がい者でもATM利用できるように、音声案内機能が付いたATMを設置している。

## その他
バレーボール、V.LEAGUE DIVISION1（V1リーグ）の岡山シーガルズのメインスポンサーでもある。
銀座にあった有名な「中銀カプセルタワービル」はデベロッパーの中銀（なかぎん）グループ、山梨県の「山梨中銀スタジアム」は山梨中央銀行に由来し、中国銀行とは無関係である。